# Rogiera ligustroides
Rogiera ligustroides är en måreväxtart som först beskrevs av William Botting Hemsley, och fick sitt nu gällande namn av Attila L. Borhidi. Rogiera ligustroides ingår i släktet Rogiera och familjen måreväxter. Inga underarter finns listade i Catalogue of Life.